# Бубуєч
Бубуєч (рум. Bubuieci) — село в складі муніципію Кишинів в Молдові. Входить до складу сектора Чокана. Адміністративний центр однойменної комуни, до складу якої також входить села Бик та Гумулешть.